# Ácido ortocarbônico
Ácido ortocarbônico (metanotetrol) é o composto hipotético de fórmula H4CO4 ou C(OH)4. Sua estrutura consiste em único átomo de carbono ligado a quatro grupos hidroxila (OH). Na teoria, poderia perder quatro prótons para dar origem ao hipotético ânion 
CO4−
4 (ortocarbonato), sendo, portanto, considerado um oxiácido de carbono.
O composto possuiria alta instabilidade e rapidamente haveria sua decomposição em ácido carbônico, segundo a reação:
H4CO4 → H2CO3 + H2O.
O ácido Ortocarbônico é do grupo de ácidos orto-carboxílicos, que têm a estrutura geral RC(OH)3. O termo "ácido orto" também é usado para se referir ao ácido mais hidroxilado em um conjunto de oxoácidos. Seu desenho molecular se assemelha a uma suástica e, portanto, tem sido chamado de "ácido de Hitler".
Pesquisadores do Instituto de Física e Tecnologia de Moscou acreditam que o ácido ortocarbônico seja estável em alta pressão, podendo formar-se no interior dos planetas, como em Netuno e Urano.

## Ânions
Com a perda de prótons, ele pode reduzir-se em quatro ânions: 
H3CO−
4, 
H2CO2−
4, 
HCO3−
4 e  
CO4−
4.
Os sais destes ânions nunca foram observados, mas estudos teóricos de 2002, apontam que o  Na4CO4 seja estável.

## Esteres de ortocarbonato
A fração tetravalente CO4 é encontrada em compostos orgânicos estáveis; eles são formalmente esteres do ácido ortocarbônico e, portanto, são chamados de ortocarbonatos.  Por exemplo, o tetraetoximetano pode ser preparado pela reação entre cloropicrina e etóxido de sódio em etanol. O trinitroetilortocarbonato possui um núcleo de ortocarbonato.